# La marxa Peronista

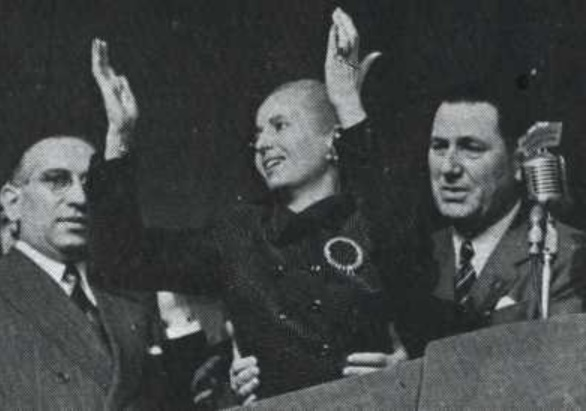
Peron i Eva - Acte en la Plaza de Mayo.

La marxa dels partidaris del Partit Justicialista o peronistes, anomenada «Los muchachos peronistas» (Els xicons Peronistes) o com més popularment se la coneix, La Marcha Peronista (La Marxa Peronista), és una cançó argentina d'autor anònim, encara que diversos autors s'han adjudicat la creació de la lletra i la música. Hi ha testimonis que es va cantar per primera vegada a la Casa Rosada el 17 d'octubre de 1948.
Va ser interpretada per diversos artistes en versions cantades i instrumentals, sent la més popular la gravada per Hugo del Carril el 1949, considerada la primera versió enregistrada de la cançó. També es destaquen les d'Héctor Mauré i la de l'orquestra de Francisco Canaro. S'han fet versions de la marxa adaptant-la al tango, jazz, carnavalito, chacarera, vals i heavy metal.
En 1992, el periodista Hugo Gambini, va publicar un article en el qual afirmava que la música havia estat presa de la marxa del Club Barracas, encara que investigacions posteriors destaquen que havia estat presa d'una murga del barri obrer de La Boca. En canvi la lletra, afirma Llistosella, «és impossible negar que (...) va ser un robatori impune a la marxa de la Federación Gráfica Bonaerense», que havia estat cantada públicament per primera vegada el 2 de maig de 1948 al Teatro Colón per obrers gràfics en honor d'Eva Perón.

## La Marxa Peronista
Los muchachos peronistas

todos unidos triunfaremos,

y como siempre daremos

un grito de corazón:

¡Viva Perón! ¡Viva Perón!

Por ese gran argentino

que se supo conquistar

a la gran masa del pueblo

combatiendo al capital.

Por los principios sociales

que Perón ha establecido,

el pueblo entero esta unido

y grita de corazón:

¡Viva Perón! ¡Viva Perón!

Por ese gran argentino

que trabajó sin cesar,

para que reine en el pueblo

el amor y la igualdad.

¡Perón, Perón, qué grande sos!

¡Mi general cuanto valés!

¡Perón, Perón, gran conductor,

sos el primer trabajador!

Imitemos el ejemplo

de este varón argentino,

y siguiendo su camino

gritemos de corazón:

¡Viva Perón! ¡Viva Perón!

Porque la Argentina grande

con que San Martín soñó,

es la realidad efectiva

que debemos a Perón.

¡Perón, Perón, qué grande sos!

¡Mi general, cuanto valés!

¡Perón, Perón, gran conductor,

sos el primer trabajador!